# Route 173 (Québec)
Pour les articles homonymes, voir Route 173.
Pour l'article sur le segment lévisien de la route, voir Route du Président-Kennedy (Lévis).
La route 173 (R-173) est une route nationale québécoise d'orientation nord / sud située sur la rive-sud du fleuve Saint-Laurent. Elle dessert la région administrative de Chaudière-Appalaches.

## Tracé
La route 173 débute à la frontière américaine à Saint-Théophile, où elle longe la rivière du Loup. À partir de Saint-Georges, elle longe la rivière Chaudière jusqu'à Scott, où elle bifurque vers le nord-est avant de traverser la rivière Etchemin à Saint-Henri. Finalement, elle se termine sur le boulevard Guillaume-Couture, section de la route 132, à Lévis. Entre la frontière et Saint-Georges, elle est la principale artère routière. Par la suite, elle cède ce titre à l'A-73 qui parcourt un tracé similaire. Elle est une route achalandée dans sa seconde section, entre Saint-Henri et Lévis (secteur Pintendre), avec plus de 10 000 véhicules l'empruntant quotidiennement.

## Frontière internationale
À son extrémité sud, à Saint-Théophile, la route 173 permet de relier le Québec à l'État du Maine, aux États-Unis. Au sud de la frontière, elle devient un multiplex formé par la US 201 et par la Maine State Route 6. On entre dans le Maine par la municipalité de Jackman, dans le comté de Somerset. Le poste frontalier est ouvert à l'année, 24/7, et compte trois voies d'accès pour les véhicules de promenade et deux voies pour les véhicules commerciaux. Il faut parcourir 165 km sur cette route pour atteindre l'I-95.

## Localités traversées (du sud au nord)
Liste des municipalités dont le territoire est traversé par la route 173, regroupées par municipalité régionale de comté.

### Chaudière-Appalaches
Beauce-Sartigan
- Saint-Théophile
- Saint-Côme–Linière
- Saint-Georges
- Notre-Dame-des-Pins

Beauce-Centre
- Beauceville
- Saint-Joseph-de-Beauce

La Nouvelle-Beauce
- Vallée-Jonction
- Sainte-Marie
- Scott
- Saint-Isidore

Bellechasse
- Saint-Henri

Hors MRC
- Lévis
  - Arrondissement Desjardins

## Intersections majeures
| MRC                                           | Municipalité           | km     | Destinations                                                        | Notes |
| --------------------------------------------- | ---------------------- | ------ | ------------------------------------------------------------------- | --- |
| Beauce-Sartigan                               | Saint-Théophile        | 0,00   | US 201 sud / ME-6 est – Jackman, Skowhegan                          | Continue au Maine                                                                                                  |
| Beauce-Sartigan                               | Saint-Théophile        | 0,00   | Frontière canado-américaine                                         | |
| Beauce-Sartigan                               | Saint-Théophile        | 17,00  | R-269 nord – Saint-Gédéon-de-Beauce, Saint-Théophile                | Terminus sud de la R-269; Saint-Théophile indiqué en direction sud seulement                                       |
| Beauce-Sartigan                               | Saint-Côme–Linière     | 31,30  | R-275 nord – Saint-Zacharie                                         | Terminus sud de la R-275                                                                                           |
| Beauce-Sartigan                               | Saint-Georges          | 43,30  | R-204 ouest – Saint-Martin                                          | Terminus sud du multiplex avec la R-204                                                                            |
| Beauce-Sartigan                               | Saint-Georges          | 46,50  | R-271 nord – Saint-Benoît-Labre                                     | Saint-Benoît-Labre indiqué en direction nord seulement; terminus nord de la R-271                                  |
| Beauce-Sartigan                               | Saint-Georges          | 47,60  | R-204 est vers A-73 – Saint-Prosper, Québec, Lac-Etchemin           | Terminus nord du multiplex avec la R-204; Québec indiqué en direction nord, Lac-Etchemin indiqué en direction sud  |
| Beauce-Centre                                 | Beauceville            | 62,40  | R-108 ouest – Saint-Victor                                          | Terminus est de la R-108                                                                                           |
| Beauce-Centre                                 | Saint-Joseph-de-Beauce | 74,30  | R-276 ouest – Saint-Joseph-de-Beauce (Centre-ville), Thetford Mines | Terminus sud du multiplex avec la R-276; Saint-Joseph-de-Beauce (Centre-ville) indiqué en direction nord seulement |
| Beauce-Centre                                 | Saint-Joseph-de-Beauce | 76,70  | R-276 est vers A-73 – Lac-Etchemin, Saint-Odilon-de-Cranbourne      | Terminus nord du multiplex avec la R-276; Saint-Odilon-de-Cranbourne indiqué en direction nord seulement           |
| La Nouvelle-Beauce                            | Vallée-Jonction        | 85,60  | R-112 ouest – Saint-Frédéric, Thetford Mines                        | Terminus sud du multiplex avec la R-112                                                                            |
| La Nouvelle-Beauce                            | Vallée-Jonction        | 85,90  | R-112 est vers A-73 – Frampton, Québec, Saints-Anges                | Terminus nord du multiplex avec la R-112; Frampton et Québec indiqués en direction nord seulement                  |
| La Nouvelle-Beauce                            | Sainte-Marie           | 95,90  | R-216 ouest – Saint-Elzéar                                          | Terminus sud du multiplex avec la R-216; indications en direction nord seulement                                   |
| La Nouvelle-Beauce                            | Sainte-Marie           | 97,50  | R-216 est – Sainte-Marguerite                                       | Terminus nord du multiplex avec la R-216                                                                           |
| La Nouvelle-Beauce                            | Scott                  | 105,20 | R-171 nord – Saint-Lambert-de-Lauzon, Saint-Bernard                 | Terminus sud de la R-171; Saint-Lambert-de-Lauzon indiqué en direction nord seulement                              |
| La Nouvelle-Beauce                            | Scott                  | 106,10 | A-73 – Québec, Saint-Georges                                        | Sortie 101 de l'A-73                                                                                               |
| La Nouvelle-Beauce                            | Saint-Isidore          | 114,50 | R-275 sud – Sainte-Hénédine                                         | Terminus sud du multiplex avec la R-275; indications en direction sud seulement                                    |
| Bellechasse                                   | Saint-Henri            | 124,40 | R-218 ouest – Saint-Lambert-de-Lauzon                               | Terminus sud du multiplex avec la R-218; Indications en direction nord seulement                                   |
| Bellechasse                                   | Saint-Henri            | 124,80 | R-275 nord – Lévis (Saint-Jean-Chrysostome)                         | Terminus nord du multiplex avec la R-275                                                                           |
| Bellechasse                                   | Saint-Henri            | 127,90 | R-218 est – Saint-Anselme                                           | Terminus nord du multiplex avec la R-218; Indications en direction nord seulement                                  |
| Bellechasse                                   | Saint-Henri            | 128,90 | R-277 sud – Saint-Anselme, Sainte-Claire, Lac-Etchemin              | Terminus nord de la R-277; carrefour giratoire                                                                     |
| Lévis                                         | Lévis                  | 140,20 | A-20 – Québec, Rivière-du-Loup                                      | Sortie 325 de l'A-20                                                                                               |
| Lévis                                         | Lévis                  | 142,40 | R-132 (Boulevard Guillaume-Couture)                                 | |
| - Terminus de multiplex - Transition de route |                        |        |                                                                     | |